# 2e flotte (Marine impériale japonaise)
Pour les articles homonymes, voir 2e flotte.
La 2e flotte (第二艦隊, Dai-ni Kantai) était une flotte de la Marine impériale japonaise créée comme force de frappe mobile lors de la guerre russo-japonaise. Cette force participa à toutes les opérations militaires menés par la Marine japonaise jusqu'à sa dissolution à la fin de la Seconde guerre mondiale.

## Histoire
Elle est créée le 27 octobre 1903 par le quartier général impérial, en tant que force de frappe mobile constituée de croiseurs et de destroyers pour poursuivre l'escadron de la Marine impériale russe basé à Vladivostok tandis que le reste de la flotte japonaise (la 1re flotte) continue à bloquer Port Arthur dans l'espoir d'attirer les cuirassés de la flotte russe du Pacifique pour une confrontation classique en ligne de bataille.

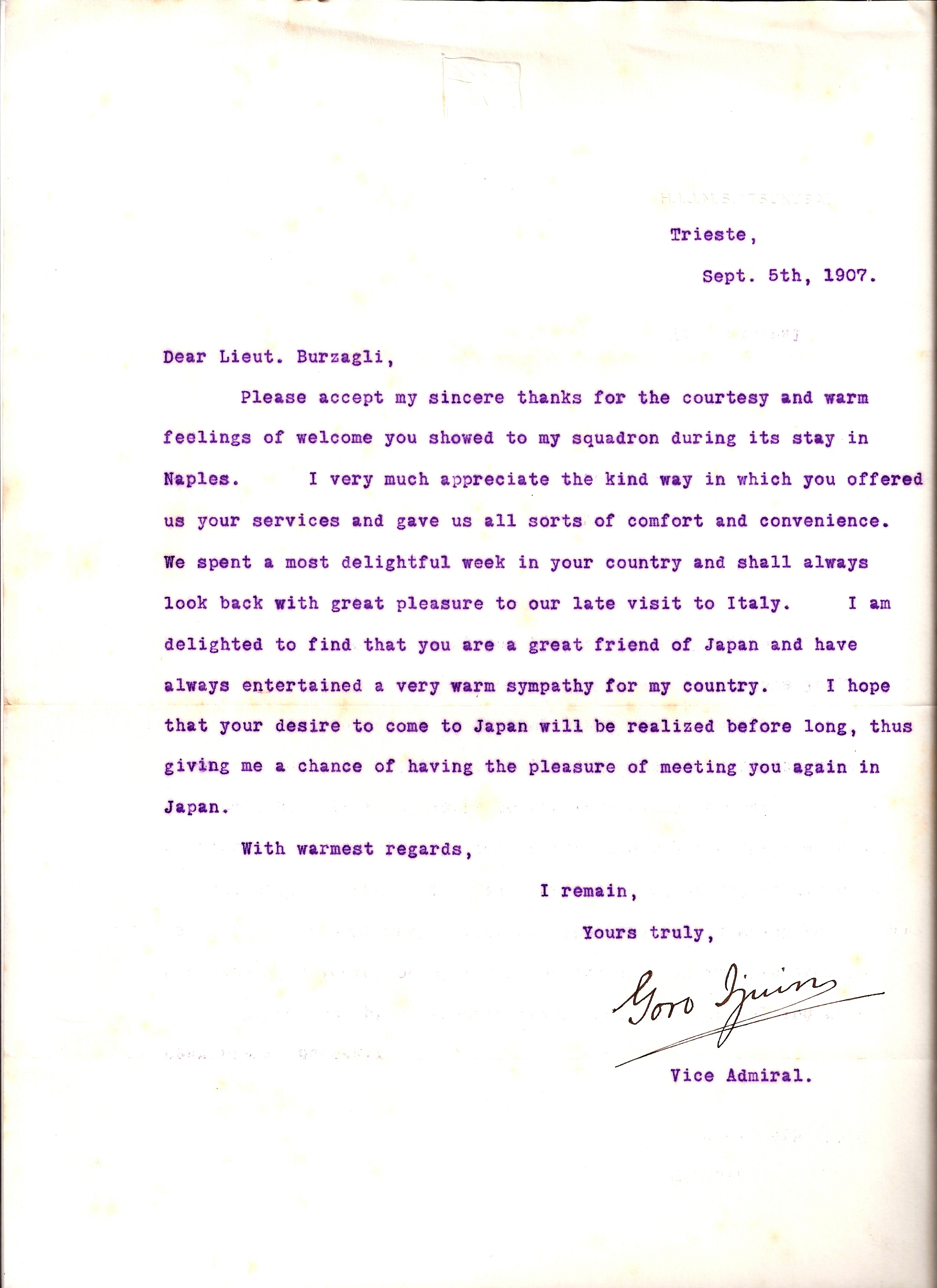
Lettre du Vice-amiral Ijuin Gorō au Lieutenant de la Regia marina Ernesto Burzagli le remerciant de son accueil lors d'une visite de la 2e flotte en Italie, en 1907.

## Commandants de la2eflotte
Commandant en chef
|    | Rang                | Nom                     | Date                                  |
| -- | ------------------- | ----------------------- | ------------------------------------- |
| 1  | Amiral              | Kamimura Hikonojō       | 27 octobre 1903 – 20 décembre 1905    |
| 2  | Amiral              | Dewa Shigetō            | 20 décembre 1905 – 22 novembre 1906   |
| 3  | Amiral de la flotte | Ijūin Gorō              | 22 novembre 1906 – 26 mai 1908        |
| 4  | Amiral              | Dewa Shigetō            | 26 mai 1908 – 1er décembre 1909       |
| 5  | Amiral de la flotte | Shimamura Hayao         | 1er décembre 1909 – 1er décembre 1911 |
| 6  | Amiral              | Motaro Yoshimatsu (de)  | 1er décembre 1911 – 1er décembre 1912 |
| 7  | Vice-amiral         | Ijichi Suetaka          | 1er décembre 1912 – 1er décembre 1913 |
| 8  | Amiral              | Katō Sadakichi          | 1er décembre 1913 – 5 février 1915    |
| 9  | Amiral              | Matahachiro Nawa        | 5 février 1915 – 13 décembre 1915     |
| 10 | Amiral              | Yashiro Rokurō          | 13 décembre 1915 – 1er décembre 1917  |
| 11 | Amiral de la flotte | Higashifushimi Yorihito | 1er décembre 1917 – 13 juin 1918      |
| 12 | Amiral              | Yamaya Tanin            | 13 juin 1918 – 1er décembre 1919      |
| 13 | Amiral de la flotte | Fushimi Hiroyasu        | 1er décembre 1919 – 1er décembre 1920 |
| 14 | Amiral              | Kantarō Suzuki          | 1er décembre 1920 – 1er décembre 1921 |
| X  | X                   | Dissolution             | 1er décembre 1921 – 1er décembre 1922 |
| 15 | Vice-amiral         | Naoe Nakano             | 1er décembre 1922 – 1er juin 1923     |
| 16 | Amiral              | Hiroharu Kato (ja)      | 1er juin 1923 – 1er décembre 1924     |
| 17 | Vice-amiral         | Hanroku Saito           | 1er décembre 1924 – 16 septembre 1925 |
| 18 | Amiral              | Saburo Hyakutake        | 16 septembre 1925 – 10 décembre 1926  |
| 19 | Vice-amiral         | Yasuhira Yoshikawa      | 10 décembre 1926 – 16 mai 1928        |
| 20 | Vice-amiral         | Koshiro Otani           | 16 mai 1928 – 10 décembre 1928        |
| 21 | Amiral              | Mineo Ōsumi             | 10 décembre 1928 – 11 novembre 1929   |
| 22 | Vice-amiral         | Nobutaro Iida           | 11 novembre 1929 – 1er décembre 1930  |
| 23 | Amiral              | Ryozo Nakamura          | 1er décembre 1930 – 1er décembre 1931 |
| 24 | Amiral              | Nobumasa Suetsugu (en)  | 1er décembre 1931 – 15 novembre 1933  |
| 25 | Amiral              | Sankichi Takahashi (en) | 15 novembre 1933 – 15 novembre 1934   |
| 26 | Amiral              | Mitsumasa Yonai         | 15 novembre 1934 – 2 décembre 1935    |
| 27 | Amiral              | Takayoshi Kato          | 2 décembre 1935 – 1er décembre 1936   |
| 28 | Amiral              | Zengo Yoshida           | 1er décembre 1936 – 1er décembre 1937 |
| 29 | Amiral              | Shigetarō Shimada       | 1er décembre 1937 – 15 novembre 1938  |
| 30 | Amiral              | Soemu Toyoda            | 15 novembre 1938 – 21 octobre 1939    |
| 31 | Amiral de la flotte | Mineichi Koga           | 21 octobre 1939 – 1er septembre 1941  |
| 32 | Amiral              | Nobutake Kondō          | 1er septembre 1941 – 9 août 1943      |
| 33 | Vice-amiral         | Takeo Kurita            | 9 août 1943 – 23 décembre 1944        |
| 34 | Amiral              | Seiichi Itō             | 23 décembre 1944 – 7 avril 1945       |
| X  | X                   | non spécifié            | 7 avril 1945 – 20 avril 1945          |

Chefs d'État-major
|    | Rang                | Nom                   | Date                                  |
| -- | ------------------- | --------------------- | ------------------------------------- |
| 1  | Amiral de la flotte | Katō Tomosaburō       | 28 décembre 1903 – 12 février 1905    |
| 2  | Amiral              | Fujii Kōichi          | 12 février 1905 – 20 décembre 1905    |
| 3  | Amiral              | Yamaya Tanin          | 20 décembre 1905 – 14 janvier 1907    |
| X  | X                   | non spécifié          | 14 janvier 1907 – 28 septembre 1907   |
| 4  | Amiral              | Isamu Takeshita       | 28 septembre 1907 – 17 décembre 1907  |
| 5  | Amiral              | Arima Ryōkitsu        | 17 décembre 1907 – 20 novembre 1908   |
| 6  | Vice-amiral         | Tatsuo Matsumura (en) | 20 novembre 1908 – 1er février 1909   |
| X  | X                   | non spécifié          | 1er février 1908 – 1er décembre 1909  |
| 7  | Contre-amiral       | Shichitaro Takagi     | 1er décembre 1909 – 22 janvier 1911   |
| 8  | Vice-amiral         | Kiyokaze Yoshida      | 22 janvier 1911 – 1er décembre 1911   |
| 9  | Amiral              | Kiyokazu Abo          | 5 décembre 1911 – 1er décembre 1912   |
| 10 | Vice-amiral         | Kiyokaze Yoshida      | 1er décembre 1912 – 1er février 1915  |
| 11 | Amiral              | Hiroharu Kato         | 1er février 1915 – 13 décembre 1915   |
| 12 | Vice-amiral         | Yasujiro Nagata (en)  | 13 décembre 1915 – 1er décembre 1916  |
| 13 | Vice-amiral         | Nobutaro Shimamura    | 1er décembre 1916 – 15 septembre 1917 |
| 14 | Amiral              | Saburo Hyakutake      | 15 septembre 1917 – 10 novembre 1918  |
| 15 | Contre-amiral       | Shigeushi Nakagawa    | 10 novembre 1918 – 1er décembre 1919  |
| 16 | Vice-amiral         | Yasuhira Yoshikawa    | 1er décembre 1919 – 1er décembre 1920 |
| 17 | Vice-amiral         | Kikuo Matsumura       | 1er décembre 1920 – 1er décembre 1921 |
| 18 | Amiral              | Ryozo Nakamura        | 1er décembre 1922 – 6 novembre 1923   |
| 19 | Vice-amiral         | Masataka Ando         | 6 novembre 1923 – 1er décembre 1924   |
| 20 | Vice-amiral         | Yukichi Shima         | 1er décembre 1924 – 1er décembre 1925 |
| 21 | Amiral              | Mitsumasa Yonai       | 1er décembre 1925 – 1er décembre 1926 |
| 22 | Vice-amiral         | Shigeru Matsuyama     | 1er décembre 1926 – 1er décembre 1927 |
| 23 | Vice-amiral         | Ken Terajima (ja)     | 1er décembre 1927 – 10 décembre 1928  |
| 24 | Vice-amiral         | Teikichi Hori (en)    | 10 décembre 1928 – 6 septembre 1929   |
| 25 | Amiral              | Kōichi Shiozawa       | 6 septembre 1929 – 1er décembre 1929  |
| 26 | Amiral              | Shigetarō Shimada     | 1er décembre 1929 – 1er décembre 1930 |
| 27 | Contre-amiral       | Wasuke Komaki         | 1er décembre 1930 – 10 octobre 1931   |
| 28 | Vice-amiral         | Kamezaburo Nakamura   | 10 octobre 1931 – 15 novembre 1933    |
| 29 | Vice-amiral         | Jugoro Arichi         | 15 novembre 1933 – 15 novembre 1934   |
| 30 | Contre-amiral       | Taichi Miki           | 15 novembre 1934 – 15 novembre 1935   |
| 31 | Vice-amiral         | Shunzo Mito           | 15 novembre 1935 – 1er avril 1936     |
| 32 | Vice-amiral         | Masaichi Niimi        | 1er avril 1936 – 1er décembre 1936    |
| 33 | Vice-amiral         | Gunichi Mikawa        | 1er décembre 1936 – 15 novembre 1937  |
| 34 | Amiral              | Seiichi Itō           | 15 novembre 1937 – 15 novembre 1938   |
| 35 | Amiral              | Takeo Takagi          | 15 novembre 1938 – 1er novembre 1939  |
| 36 | Vice-amiral         | Yoshio Suzuki         | 1er novembre 1939 – 30 août 1941      |
| 37 | Vice-amiral         | Kazutaka Shiraishi    | 30 août 1941 – 2 juillet 1943         |
| 38 | Vice-amiral         | Tomiji Koyanagi (en)  | 2 juillet 1943 – 25 novembre 1944     |
| 39 | Contre-amiral       | Nobuei Morishita      | 25 novembre 1944 – 20 avril 1945      |